# 22540 Mork
22540 Mork è un asteroide della fascia principale. Scoperto nel 1998, presenta un'orbita caratterizzata da un semiasse maggiore pari a 2,8746168 UA e da un'eccentricità di 0,0339349, inclinata di 2,21207° rispetto all'eclittica.